# Copthill
Copthill – wieś w Anglii, w hrabstwie Durham. Leży 43 km na zachód od miasta Durham i 388 km na północ od Londynu.